# Mesocapromys melanurus
Mesocapromys melanurus là một loài động vật có vú trong họ Capromyidae, bộ Gặm nhấm. Loài này được Poey mô tả năm 1865.